# Smithville (Oklahoma)
Smithville is een plaats (town) in de Amerikaanse staat Oklahoma, en valt bestuurlijk gezien onder McCurtain County.

## Demografie
Bij de volkstelling in 2000 werd het aantal inwoners vastgesteld op 123.

## Geografie
Volgens het United States Census Bureau beslaat de plaats een oppervlakte van
2,9 km², geheel bestaande uit land. Smithville ligt op ongeveer 212 m boven zeeniveau.

## Plaatsen in de nabije omgeving
De onderstaande figuur toont nabijgelegen plaatsen in een straal van 36 km rond Smithville.